# Montlouis-sur-Loire
 Montlouis-sur-Loire  es una población y comuna francesa, situada en la región de  Centro, departamento de Indre y Loira, en el distrito de Tours y cantón de Montlouis-sur-Loire.

## Demografía
| 3569 | 4169 | 5692 | 6932 | 8309 | 9657 |
| Para los censos de 1962 a 1999 la población legal corresponde a la población sin duplicidades (Fuente: INSEE [Consultar]) |      |      |      |      |      |